# 單線翠灰蝶
單線翠灰蝶（学名：Chrysozephyrus splendidulus），又名單帶綠小灰蝶、一文字綠小灰蝶、華美綠灰蝶、久松金灰蝶、臺灣單帶綠灰蝶，为灰蝶科翠灰蝶屬下的一个种。

## 描述
本種為中型灰蝶，具雌雄二型性，體色多為褐色，成蝶前翅長18-20 mm。
雄蝶：
頭部褐色具毛，額有白色細帶，複眼白邊，觸角深褐帶白環。口器與下唇鬚深褐，下唇鬚白色混褐、前伸漸細。胸背及腹背深褐，腹面白且具光澤。足白色，跗節有深褐紋，前足癒合末端尖彎。翅形：前翅三角形，後翅具絲狀尾突。翅背褐色，覆金屬綠鱗，具黃色調，前後翅緣有深褐區域，後翅外緣有藍色細線。翅腹淡褐，中央白線鑲深褐邊，後翅CuA2脈處斷裂，於1A+2A脈呈V形。前翅亞外緣有深褐斑與線紋，後翅有白帶與弦月紋。臀區與CuA1室各具黑斑與橙斑。緣毛白色。
雌蝶：
複眼毛稀疏，前足不癒合，翅紋呈B型（前翅藍紫色光紋）或O型（無紋），部分個體為AB型（具橙色紋）。翅背褐色，腹面與雄蝶相似但斑紋更明顯。翅中央白線於CuA2分斷、1A+2A呈V形；前後翅末端有暗條與模糊白紋，前翅亞外緣具暗紋，臀區與CuA1室有黑橙眼斑。緣毛外褐內白。

## 分佈
臺灣特有種，分布於本島北部中海拔山區。

## 棲地
棲息於常綠闊葉林，一年一代，成蝶於初夏出現，活動於樹冠層。幼蟲以殼斗科赤皮櫟新芽為食，冬季以卵態越冬，卵產於寄主植物休眠芽基部附近。  
寄主植物為赤皮青岡。